# Шкляева, Анастасия Васильевна
Анастаси́я Васи́льевна Шкля́ева (в девичестве Волкова: 8 [21] октября 1908, Малый Кармыж, Удмуртская АССР — 2 апреля 1998, Ижевск) — советская удмуртская актриса. Заслуженная (1944) и народная (1957) артистка Удмуртской АССР. Заслуженная артистка РСФСР (1958).

## Биография

### Детство
Анастасия Волкова родилась в деревне Малый Кармыж ныне Можгинского района Удмуртской Республики. В 6-летнем возрасте осталась сиротой, батрачила на кулака, работала в поле, пасла скот. В 1921 году дед Исаак Кондратьевич определил её в только что открывшийся детский дом в селе Поршур. Год спустя, когда во всём Поволжье разразился голод, группу детей старшего возраста, в которую попала и Волкова, направили в город Гомель Белорусской ССР. Здесь работала у богатых людей прачкой, уборщицей, свинаркой, нянькой, сторожила огороды. В 1925 году вернулась в родные места и устроилась на работу в школу уборщицей.

### Становление актрисы
В 1926 году, пройдя трёхмесячные курсы политграмотности, Волкова вступила в комсомол и была направлена на рабфак Казанского университета. Здесь помимо учёбы участвовала в самодеятельности: пела в мордовском хоре, посещала организованный удмуртскими рабфаковцами драмкружок. После исполнения роли служанки в спектакле «Бутыръяськисьёс» (в переводе с удм. — «Бунтовщики») её заметил один из первых удмуртских театральных деятелей Александр Васильевич Сугатов и рекомендовал стать актрисой.
В 1929 году  поступила на 2-годичные театральные курсы при Удмуртском центральном клубе в Ижевске. По их окончании в числе лучших выпускников была направлена в национальное отделение Московского Центрального техникума театрального искусства (ныне Российский институт театрального искусства — ГИТИС), а после реорганизации учебного заведения и закрытия этого отделения перевелась на актёрский факультет. Однако из-за болезни закончить вуз ей не удалось, и в 1933 году вернулась в Ижевск, где стала одной из первых актрис Удмуртского драмтеатра.

### Театральная деятельность
Первая же роль Волковой — Бӧдёно, дочери деревенского богача, в спектакле «Кезьыт ошмес» (в переводе с удм. — «Холодный ключ») по пьесе Игнатия Гаврилова — показала её хорошую профессиональную подготовку. Стала одной из ведущих актрис театра, чьи героини отличались сильными характерами, ей очень хотелось показать зрителю их сложный внутренний мир. Самыми счастливыми в своём творчестве Шкляева считала 1930-е годы, когда она создала ряд драматических образов удмуртских женщин: Санӥ, Груня, Лена, Валентина в спектаклях «Камит Усманов», «Груня Тарасова», «Чагыр синъёс», «Геройёс» по пьесам Гаврилова; успешно осваивала русский классический репертуар: роли Кабанихи в «Грозе» и Бальзаминовой в «Женитьбе Бальзаминова» Островского, Анны Андреевны в «Ревизоре» Гоголя.
С началом Великой Отечественной войны театр перестал функционировать; актрисе пришлось работать в поле, на заводе, в столовой. В 1942 году вернулась в восстановивший свою работу театр; из-за нехватки актёров работали концертными бригадами, поставили ряд новых спектаклей: «Дорогой победы» Карцева и Давурского, «Русские люди» Симонова, «Без вины виноватые» Островского. В 1944 году Шкляева стала заслуженной артисткой Удмуртской АССР.
Большое количество запоминающихся образов удмуртских и русских женщин актриса создала в послевоенные годы: Клавдия Сергеевна в «Лейтенанте Пислегине» Гаврилова, Огаш Кенак в «Вуж юрте» Красильникова, Мавра в «Ӵук лысвуос» Архипова и Садовникова; ярко вспыхнул её талант в эпизодической роли Чурай в драме Гаврилова «Аннок». В 1957 году получила звание народной артистки Удмуртской АССР. В 1958 году была удостоена звания заслуженной артистки РСФСР. В 1961 году вышла на пенсию.

### Общественная деятельность
Помимо театра занималась и общественной деятельностью. Занималась педагогической деятельностью. Избиралась в Верховный Совет Удмуртской АССР и городской совет Ижевска, а также в областной комитет профсоюза работников культуры.

## Избранные спектакли и роли
- «Кезьыт ошмес» (с удм. — «Холодный ключ») И. Гаврилова — Бӧдёно
- «Чагыр синъёс» (с удм. — «Голубые глаза») И. Гаврилова — Лена
- «Геройёс» (с удм. — «Герои») И. Гаврилова — Валентина
- «Аннок» И. Гаврилова — Чурай
- «Груня Тарасова» И. Гаврилова — Груня
- «Камит Усманов» И. Гаврилова — Санӥ
- «Лейтенант Пислегин» И. Гаврилова — Клавдия Сергеевна
- «Зӥбет зурка» (с удм. — «Иго содрогается») М. Петрова — Дукъя
- «Тыло вӧсь» (с удм. — «Огненное моление») В. Садовникова — Дыды
- «Гроза» А. Островского — Кабаниха
- «Женитьба Бальзаминова» А. Островского — Бальзаминова
- «Без вины виноватые» А. Островского — Галчиха
- «Ревизор» Н. Гоголя — Анна Андреевна
- «Трактирщица» К. Гольдони — Мирандолина
- «Слуга двух господ» К. Гольдони — Беатриче
- «Вуж юрт» (с удм. — «Старый дом») Г. Красильникова — Огаш Кенак
- «Ӵук лысвуос» (с удм. — «Утренние росы») Т. Архипова и В. Садовникова — Мавра
- «Яратон ке ӧвӧл» (с удм. — «Если нет любви») С. Широбокова — Алёна
- «Враги» М. Горького — Полина
- «Власти тьмы» Л. Толстого — Матрёна